# 西塞里多
西塞里多（葡萄牙語：Seridó Ocidental）是巴西東北部北里約格朗德州中波蒂瓜爾中區的一個小區。

## 市鎮
西塞里多下轄以下的市鎮：
- 凯科
- 伊普埃拉
- 雅尔丁-迪皮拉尼亚斯
- 帕雷利亚斯
- 圣费尔南多
- 圣若昂-杜萨布吉
- 北塞拉内格拉
- 廷巴乌巴-杜斯巴蒂斯塔斯